# Paul Gauguin
Eugène Henri Paul Gauguin (Pariz, 7. lipnja 1848. – Atuana, Hiva Oa, Markižansko otočje, 8. svibnja 1903.), francuski slikar i grafičar postimpresionizma i preteča simbolizma koji je on zvao "sintetizam".

## Životopis
Bio je bankovni činovnik i slikar amater, a nakon poznanstva s C. Pissarroom napustio je posao i posvetio se umjetnosti. U početnoj fazi je pod utjecajem impresionista, a poslije se priklanja postimpresionizmu. Sa skupinom istomišljenika odlazi 1886. godine u Pont Aveu i slika bretonske krajobraze i folklor, a na poziv van Gogha odlazi 1888. u Provansu, ali u njihovim odnosima ubrzo dolazi do napetosti i raskida.
Na Tahiti odlazi prvi put 1891., a 1895. definitivno odlazi u Francusku Polineziju, na Markižansko otočje, gdje je u primitivnom i egzotičnom kraju otkrio iskonske životne vrijednosti. Njegove polinezijske teme svode se na prikazivanje animalne ljepote ženskog tijela u šaroliko ornamentiranim tkanjima u gustom zelenilu tropske vegetacije. Svoje doživljaje i ispovijesti objavio je u knjigama "Noa Noa" i "Prije i poslije". Utjecao je na razvoj ekspresionizma i formiranje fovizma. Umro je u patnjama i gorčini daleko od rodnoga kraja.

## Djela
Legenda o Van Goghu je komplementarna onoj o njegovom prijatelju Paulu Gauiguinu. Paul Gaugin (1848. – 1903.) je bio trgovac dionicama koji je napustio sve u 35 godini kako bi se posvetio slikanju. Odbacio je ugledno otmjeno društvo za posljednju iskonsku, nedirnutu civilizaciju primitivnih 
naroda južnih mora. Gauguinova umjetnost nema ništa od Van Goghovog nasilnog izričaja, on slika jedan idealiziran, nestvaran i poetski svijet koji nazivamo "simbolizam".
 Npr. njegova slika Vizija poslije mise (1888) predstavlja seoske žene na istoj plohi s vizijom anđela koji se bori s Jakovom, sve pojednostavljeno i plošno. Želio je uhvatiti jednostavnu, direktnu vjeru tih jednostavnih ljudi, dok su mu boje jake i nestvarne te simboliziraju viziju. Njegove žene s Tahitija su enigmatske figure, plošno prikazane i definirane tamnim obrisima. Gauguin je volio nataknuti kako njegove slike nose duboke istine o životu, obično im davajući uzbudljive nazive.
Nikad više je djelomice književni refren koji krešti gavran u pjesmi Edgara Allana Poea ističući krajnju odvojenost od mrtve ljubavi. Gauguin je čak stavio vranu u sliku. On je bio i dekorativniji umjetnik od svojih prethodnika. Znao je ispuniti plohe raznim biljkama tvoreći uzorke linija tvoreći prijelaze od ženskog tijela do okoline. Na slici Nikad više sve je ovo čarobno uklopljeno. Dekoracije samo ističu našu nelagodnu svjesnost djevojkine bolesti, a bliski zidovi i likovi koji su se spojili s pozadinom stvaraju tešku atmosferu tihih tajni.
Gauguin je vjerovao da obnova zapadnoeuropske umjentosti mora poći izvan njene tradicije i njenog kruga. To vjerovanje se temeljilo na romantičarskoj tradiciji i idejama prosvjetiteljstva koje su tada postojale već stotinu godina, ali nijedan umjetnik nije primijenio tu doktrinu „primitivizma“ u tolikoj mjeri kao Gauguin na slici Odakle dolazimo? Što smo? Kamo idemo? (1897.), koju je smatrao svojim najvažnijim djelom.
La Orana Maria (hrv. Zdravo Marijo) je ulje na platnu, koje je naslikao Paul Gauguin 1891. godine.
- Van Gogh slika suncokrete, 1888., ulje na platnu, 73 × 91 cm, Van Goghov muzej, Amsterdam
- Autoportret, 1888., ulje na platnu, 45 × 55 cm, Van Goghov muzej, Amsterdam
- Žuti Krist, 1889., ulje na platnu, 92.1 × 73 cm, Buffalo, New York
- Arearea, 1892., 75 × 94 cm, D'Orsay, Pariz
- Autoportret, 1893., ulje na pletnu, 45 x 38 cm, d'Orsay, Pariz
- Božji dan, 1894., ulje na platnu, 66 × 87 cm, Umjetnički institut Chicago
- Odakle dolazimo? Tko smo? Kamo idemo?, 1898., ulje na platnu, 139.1 × 374.6 cm, Boston, Massachusetts
- Egzotične priče, 1902., ulje na pletnu, 130 x 92 cm, Essen

## Vanjske poveznice

### Sestrinski projekti
|  | Zajednički poslužitelj ima još gradiva o temi Paul Gauguin |
|  | Wikicitati imaju zbirke citata o temi Paul Gauguin         |

### Mrežna mjesta
- LZMK / Hrvatska enciklopedija: Gauguin, Paul
- LZMK / Proleksis enciklopedija: Gauguin, Paul